# Городские населённые пункты Смоленской области
В состав Смоленской области России входят 25 городских населённых пунктов, в том числе:
- 15 городов, среди которых выделяются:
  - 2 города вне состава районов (города областного значения — в списке выделены оранжевым цветом) — в рамках организации местного самоуправления образуют отдельные городские округа.
  - 13 остальных городов в рамках организации местного самоуправления входят в соответствующие муниципальные районы;
- 10 посёлков городского типа (пгт).

## Города
| №  | Название   | Район / город (вне района) | Население, чел. | Основание / первое упоминание | Статус города | Герб | Прежние названия  |
| -- | ---------- | -------------------------- | --------------- | ----------------------------- | ------------- | ---- | ----------------- |
| 1  | Велиж      | Велижский район            | ↘6005           | 1536                          | 1776          |      |                   |
| 2  | Вязьма     | Вяземский район            | ↘50 611         | 1239                          | 1776          |      |                   |
| 3  | Гагарин    | Гагаринский район          | ↘25 374         | 1705                          | 1776          |      | Гжатск (до 1968)  |
| 4  | Демидов    | Демидовский район          | ↘6261           | 1499                          | 1776          |      | Поречье (до 1918) |
| 5  | Десногорск | город Десногорск           | ↘24 618         | 1974                          | 1989          |      |                   |
| 6  | Дорогобуж  | Дорогобужский район        | ↘9086           | XIII век                      | XIII век      |      |                   |
| 7  | Духовщина  | Духовщинский район         | ↘3866           | 1675                          | 1777          |      |                   |
| 8  | Ельня      | Ельнинский район           | ↘7911           | 1150                          | 1776          |      |                   |
| 9  | Починок    | Починковский район         | ↘7351           | 1811                          | 1926          |      |                   |
| 10 | Рославль   | Рославльский район         | ↘43 592         | 1137                          | 1755          |      | Ростиславль       |
| 11 | Рудня      | Руднянский район           | ↘8490           | 1363                          | 1926          |      |                   |
| 12 | Сафоново   | Сафоновский район          | ↘37 055         | 1859                          | 1952          |      |                   |
| 13 | Смоленск   | город Смоленск             | ↘310 645        | 863                           | 863           |      |                   |
| 14 | Сычёвка    | Сычёвский район            | ↘7469           | 1488                          | 1776          |      |                   |
| 15 | Ярцево     | Ярцевский район            | ↘40 330         | 1610                          | 1926          |      |                   |

### Населённые пункты, утратившие статус города
Сохранились, но потеряли статус города:
- Каспля — ныне село Каспля-2. Город c 1775 по 1777.
- Красный — ныне пгт (рабочий посёлок). Город c 22 февраля (4 марта) 1776 года по 3 июля 1922 года.

Прекратили существование:
- Рупосов — прекратил существование. Город c 1775 по 1777.

## Посёлки городского типа
| №  | Название          | Район                 | Население, чел. | Основание / первое упоминание | Статус пгт | Герб | Прежние названия      |
| -- | ----------------- | --------------------- | --------------- | ----------------------------- | ---------- | ---- | --------------------- |
| 1  | Верхнеднепровский | Дорогобужский район   | ↘10 363         | 1952                          | 1956       |      |                       |
| 2  | Голынки           | Руднянский район      | ↘2856           | 1963                          |            |      |                       |
| 3  | Кардымово         | Кардымовский район    | →4443           | 1859                          | 1979       |      |                       |
| 4  | Красный           | Краснинский район     | ↘3424           | 1165                          | 1965       |      | Красен                |
| 5  | Монастырщина      | Монастырщинский район | ↘3127           | 1390                          | 1965       |      |                       |
| 6  | Озёрный           | Духовщинский район    | ↘4763           |                               | 1973       |      |                       |
| 7  | Пржевальское      | Демидовский район     | ↘1195           | 1724                          | 1974       |      | Слобода (до 1964)     |
| 8  | Хиславичи         | Хиславичский район    | ↘3095           | 1526                          | 1965       |      | Хотславичи, Хославичи |
| 9  | Холм-Жирковский   | Холм-Жирковский район | ↘3006           | 1708                          | 1971       |      |                       |
| 10 | Шумячи            | Шумячский район       | ↘2995           | 1587                          | 1965       |      |                       |

### Населённые пункты, утратившие статус пгт
- Ворга — пгт с 1948 года. Преобразован в сельский населённый пункт в 1996 году.
- Гнёздово — пгт с 1963 года. Вошёл в состав города Смоленск в 1979 году.
- Гранки — присоединён к пгт Голынки в 1963 году.
- Десногорск — пгт с 1974 года. Преобразован в город в 1989 году.
- Екимовичи — пгт с 1968 года. Преобразован в сельский населённый пункт в 2004 году[7].
- Издешково — пгт с 1938 года. Преобразован в сельский населённый пункт в 2011 году[8].
- Колодня — пгт с 1937 года. Вошёл в состав города Смоленск в 1979 году.
- Новодугино — пгт с 1974 года. Преобразован в сельский населённый пункт в 2004 году[9].
- Остёр — пгт с 1949 года. Преобразован в сельский населённый пункт в 2004 году[7].
- Сафоново — пгт с 1938 года. Преобразован в город в 1952 году.
- Угра — пгт с 1966 года. Преобразован в сельский населённый пункт в 2013 году[10].